# STEREO (ruimtemissie)

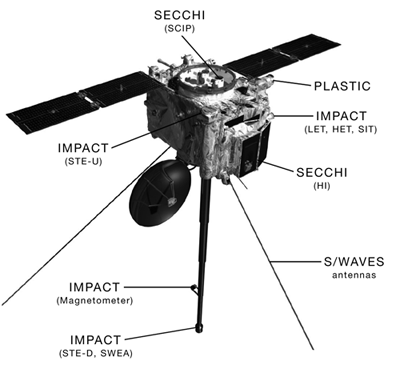
Een van de STEREO-sondes

De Solar TErrestrial RElations Observatory, kortweg STEREO, is een ruimtemissie van de Amerikaanse ruimtevaartorganisatie NASA.
Op 26 oktober 2006 werden twee vrijwel identieke sondes gelanceerd met een Delta II vanaf SLC-17 Cape Canaveral AFS in de Verenigde Staten. Deze sondes zijn in een baan om de zon gebracht, vanwaar ze op ruime afstand van elkaar dezelfde plekken op de zon fotograferen. Dit levert dan een driedimensionaal beeld van de zon op. Via de onderzoeksgegevens krijgt men meer inzicht in de werking van magnetische stormen. De missie zou naar verwachting twee jaar duren. Het contact met STEREO-B is in 2014 verloren gegaan. STEREO-A functioneert nog steeds. 

## De missie
Elke sonde heeft haar eigen baan om de zon (heliocentrische baan) met slechts geringe afwijkingen tegenover deze van de aarde. De ene ('Stereo-Ahead' genoemd) loopt voor de aarde uit in haar baan om de zon. De andere ('Stereo-Behind' genoemd) loopt achter de aarde aan. Stereo-Ahead staat ook dichter bij de zon dan de aarde en Stereo-Behind staat iets verder van de zon. Doordat Stereo-Ahead dichter bij de zon staat is haar omloopsnelheid groter dan deze van de aarde en loopt dus uit op de aarde. Doordat Stereo-Behind verder staat is haar omloopsnelheid kleiner dan deze van de aarde en blijft zij dus achter op de aarde. Van de zon uit gezien is het dus alsof beide sondes zich met 22 graden per jaar van de aarde verwijderen.
Ook de excentriciteit van hun banen verschilt. De excentriciteit van een cirkel is 0 (e = 0). De baan van Stereo-Ahead is praktisch een cirkel (e = 0,006). Deze van Stereo-Behind is iets excentrischer (e = 0,042). Deze van de aarde ligt daar tussenin (e = 0,017).

## In omloop brengen van Stereo
Om de sondes in hun baan te plaatsen werd gebruikgemaakt van de zwaartekracht van de maan. Onmiddellijk na de lancering werden zij in een hoge elliptische baan gebracht die reikte van enkele honderden kilometers boven de aarde tot even buiten de baan van de maan. Door dan op het juiste ogenblik op 15 december 2006 een koerscorrectie door te voeren werden zij door de maan weggeslingerd van de aarde. Stereo-Behind werd zelfs een tweede maal op 21 januari 2007 door de maan geassisteerd.

## Resultaten van de missie

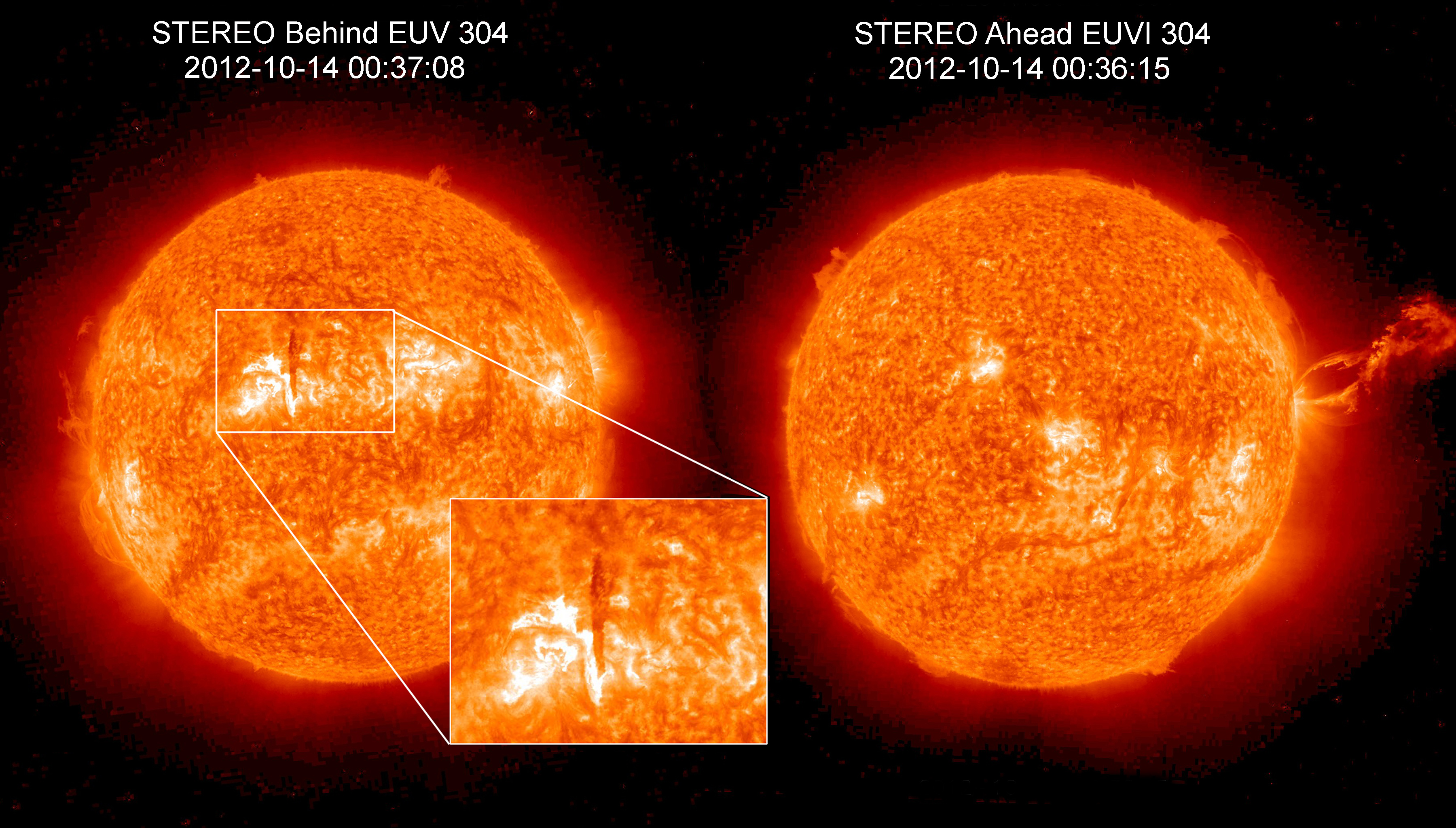
Opname van de Zon (14 october 2012)

Opname van de zonscherende komeet C/2011 W3 (Lovejoy)

Op 6 februari 2011 bereikten beide satellieten tegenovergestelde posities ten opzichte van de zon. Voor het eerst kunnen wetenschappers zowel de voor- als de achterkant van de zon zien en dit in drie dimensies!
De National Oceanic and Atmospheric Administration (NOAA) gebruikt reeds 3D STEREO-beelden van de erupties om beter het ruimteweer te voorspellen voor luchtvaartmaatschappijen, elektriciteitsmaatschappijen, satellietoperatoren en zo voorts, omdat de erupties aan de achterzijde van de zon kunnen waargenomen worden voordat ze aan de voorzijde zichtbaar zijn. Ook voor missies naar andere planeten is deze informatie van belang. De NASA heeft uitgekeken naar deze datum sinds oktober 2006 toen de satellieten gelanceerd werden. De NASA gebruikt de STEREO sondes samen met het Solar Dynamics Observatory (SDO) dat zich in een aardbaan bevindt. Deze samenwerking hoopt de NASA de komende acht jaren uit te voeren.
Men hoopt nieuwe inzichten te krijgen in de gedragingen van de zon. Zo vermoedt men reeds lang dat de zonneactiviteiten globaal zijn met erupties aan beide zijden van het oppervlak, waarbij de ene de andere in gang zet. De grote eruptie van augustus 2010 besloeg twee derde van het oppervlak met tientallen elkaar wederzijds beïnvloedende zonnevlammen en schokgolven. Dankzij de STEREO-SDO combinatie kunnen dergelijke fenomenen bestudeerd worden.